# Umweltministerkonferenz
Die Umweltministerkonferenz (UMK) in Deutschland ist eine Versammlung der Umweltminister bzw. -senatoren des Bundes und der Länder, die seit dem Jahre 1972 stattfindet. Sie bereiten ihre Sitzungen in einem eigenen, geschlossenen Internetforum vor und treffen sich zweimal im Jahr persönlich. Die Konferenz dient dem fachlichen und politischen Meinungsaustausch der beim Bund und in den Ländern für den Umweltbereich zuständigen Ressortleitungen und soll einen möglichst einheitlichen Vollzug von umweltrelevanten Gesetzen in den Ländern fördern. Die UMK ist damit ein wichtiges Forum, in dem politisch aktuelle Diskussionen geführt werden und längerfristige umweltpolitische Weichenstellungen initiiert werden. Umweltpolitik ist ein Querschnittbereich und Langfristbereich.
Jedes UMK-Ministertreffen wird im Vorfeld durch eine Konferenz der Staatssekretäre bzw. Staatsräte – die Amtschefkonferenz (ACK) – inhaltlich vorbereitet. Die Organisation der UMK wird in jedem Jahr von einem der 16 Bundesländer durchgeführt, und zwar grundsätzlich in alphabetischer Reihenfolge; in Einzelfällen kann davon abgewichen werden.
Gemäß der Geschäftsordnung vom 25. Januar 2008 kann auch eine außerordentliche Sitzung einberufen werden, wenn dies wenigstens neun Mitgliedern der UMK – also die Mehrheit der Bundesländer – beantragen.
Daneben versammeln sich in den Arbeitsgremien der UMK – den Bund/Länder-Arbeitsgemeinschaften – die jeweiligen Vertreter der Fachverwaltungen von Bund und Ländern, um einen einheitlichen Verwaltungsvollzug vorzubereiten und die Aufträge der ACK und UMK zu bearbeiten.
Im Jahre 2001 wurde auf Antrag des damaligen Vorsitzlandes Bremen eine Internetpräsenz eingerichtet, um auch die Öffentlichkeit über die Aktivitäten der Umweltministerkonferenz zu unterrichten. Auf der Webseite der UMK bieten die einzelnen Bundesländer außerdem einen Link zum jeweiligen Landesumweltportal an.
Den Vorsitz hat jedes Kalenderjahr ein anderes Bundesland inne, in alphabetischer Reihenfolge. 2025 ist die saarländische Umweltministerin Petra Berg Vorsitzende.